# Nikita Michalkov
Nikita Sergejevič Michalkov (* 21. října 1945 Moskva) je ruský herec, scenárista a filmový režisér, režisér oscarového filmu z roku 1994, resp. nejlepšího cizojazyčného filmu, Unaveni sluncem. Divadlo hrál od svých čtrnácti let, ve filmu vystupoval poprvé coby patnáctiletý hoch. V letech 1963 až 1966 vystudoval herectví, v letech 1968 až 1971 studoval filmovou režii v moskevském VGIKu.

## Životopis

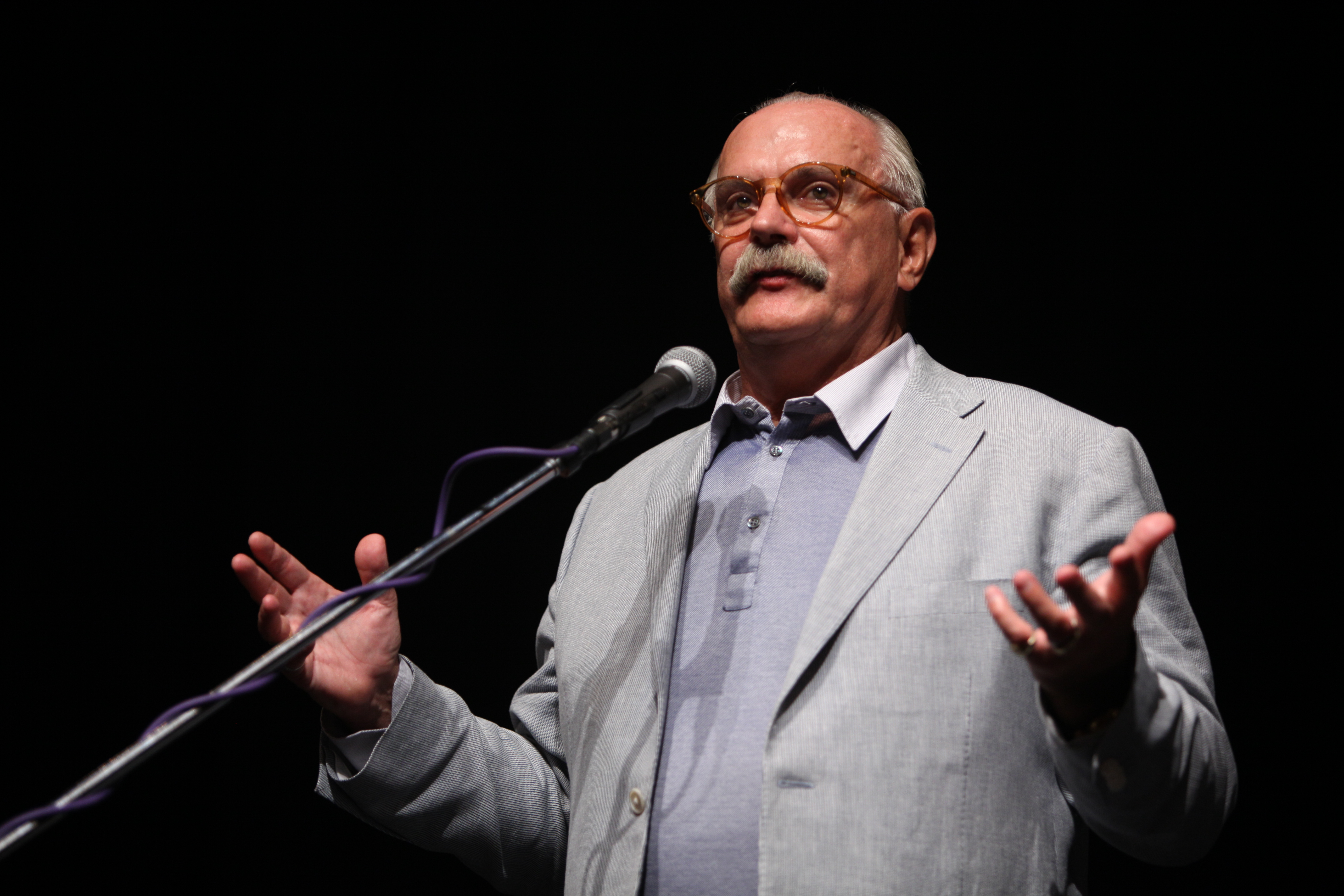
Nikita Michalkov na MFF v Karlových Varech (2010)

Pochází z umělecké rodiny, jeho děd a praděd byli známými ruskými malíři, otec Sergej Michalkov byl ruský spisovatel, dramatik a překladatel, matka Natalja Končalovská je básnířka a překladatelka, bratr Andrej Končalovskij působí v USA jakožto úspěšný a uznávaný filmový režisér.
Jedná se o jednoho z nejoriginálnějších ruských filmových tvůrců současnosti, jehož filmy často vyvolávají velké debaty a často působí kontroverzním dojmem.
Od roku 1984 národní umělec Ruské federace, od roku 1991 také nositel francouzského Řádu čestné legie. Za vlády Borise Jelcina vykonával funkci prezidenta Fondu pro podporu ruské kultury.
Na 45. ročníku MFF v Karlových Varech dne 10. července 2010 obdržel cenu Křišťálový glóbus za svůj celoživotní přínos oboru kinematografie.
Vlastní také castingovou agenturu, která vedle jiného v jedné z moskevských mateřských škol objevila Andreje Chalimona, jehož si posléze vybral český režisér Jan Svěrák pro ztvárnění postavy Kolji do svého stejnojmenného filmu.
Po ukrajinském převratu na přelomu let 2013/2014 se ocitl na seznamu nebezpečných osob, který vede ukrajinská tajná služba SBU, protože často kritizoval nové ukrajinské vedení. V roce 2017 mu byl ukrajinským státem zakázán vstup na území Ukrajiny. Dne 4. března 2022, během ruské invaze na Ukrajinu, jej ukrajinský soud v nepřítomnosti odsoudil kvůli jeho prohlášení na podporu války a za nezávislost separatistických republik a ukrajinská prokuratura zahájila řízení k jeho zařazení na mezinárodní seznam hledaných osob, resp. k vyhlášení mezinárodního pátrání.
V květnu 2020 ve svém televizním pořadu „Besogon“ na stanici Rossija 1 obvinil Billa Gatese, že pod záminkou očkování provádí čipování lidí. Další pokračování pořadu se přesunula na YouTube.
V březnu 2022 veřejně podpořil konspirační teorii o údajné snaze Ukrajinců vyhladit Rusy za pomoci „ptáků nakažených biologickými zbraněmi.“
V souvislosti se svou podporou ruské agrese se v prosinci 2022 dostal na sankční seznam Evropské unie.
V lednu 2023 byl ve vážném stavu hospitalizován s nemocí covid-19 a zápalem plic.

## Filmografie

### Hrané filmy
- 1959 Slunce svítí pro všechny
- 1960 Tuči nad Borskom
- 1961 Priključenija Kroša
- 1963 Chodím po Moskvě
- 1965 Rok života
- 1965 Pereklička
- 1965 Vojna a mír I.
- 1966 Ne samyj udačnyj den'
- 1966 Šutočka (TV film)
- 1967 Hvězdy na čepicích
- 1969 Červený stan
- 1969 Píseň o Manšukovi
- 1969 Šlechtické hnízdo
- 1971 Drž se oblaků
- 1972 Станционный смотритель (TV film)
- 1974 Svůj mezi cizími
- 1976 Otrokyně lásky
- 1977 Nedokončená skladba
- 1979 Sibiriáda
- 1979 Pět večerů
- 1980 Oblomov
- 1981 Dobrodružství Sherlocka Holmese a doktora Watsona: Pes baskervillský (TV film)
- 1981 Dva hlasy (TV film)
- 1981 Portrét umělcovy ženy
- 1981 Příbuzenstvo
- 1982 Inspektor GAI
- 1982 Lety ve snu a ve skutečnosti
- 1982 Nádraží pro dva
- 1983 250 gramů - radioaktivní testament
- 1984 Krutá romance
- 1987 Oči černé
- 1990 Pod severním sluncem
- 1991 Unižennye i oskorblënnye
- 1991 Urga
- 1992 Pěkná neznámá
- 1994 Unaveni sluncem
- 1996 Revizor
- 1998 Lazebník sibiřský
- 2000 Vera, nadežda, krov
- 2005 Persona non grata
- 2005 Státní rada
- 2005 Žmurki
- 2006 Mne ne bol'no
- 2007 12
- 2010 Unaveni sluncem 2: Odpor
- 2011 Unaveni sluncem 3: Citadela

### Dokumentární filmy
- 1970 Sport, sport, sport
- 1993 Anna: Ot shesti do vosemnadtsati
- 1994 Čas žít, čas nenávidět
- 1995 Sentimentální putování po mé vlasti (Сентиментальное путешествие на мою Родину. Музыка русской живописи)